# Robert Francis Coker
| 5256 Farquhar     | 11 luglio 1988 |
| 5280 Andrewbecker | 11 agosto 1988 |

Robert Francis Coker (...) è un astronomo statunitense.
Il Minor Planet Center gli accredita la scoperta di quattro asteroidi, effettuate nel 1988, in collaborazione con altri astronomi: Eleanor Francis Helin e Celina Mikolajczak.